# Thomas Nagel
Thomas Nagel (nascut el 1937 a Belgrad) és un filòsof famós per les seves teories ètiques i sobre la ment, la majoria formulades des de la Universitat Harvard, on treballa i investiga. Nagel afirma que la ciència ja ha provat que no existeix una sola veritat, ni tan sols un únic món, ja que la percepció sempre és individual, malgrat les ànsies de tota persona d'arribar a una cosmovisió coherent i objectiva. La ment i les seves facultats no poden, doncs, explicar-se des d'un de vista físic, ja que s'ha de tenir en compte aquesta subjectivitat, i és la consciència d'un mateix el que distingeix l'ésser humà d'altres animals, una consciència que és incomunicable com a tal. Això no vol dir que no es pugui arribar a un acord de conducta o de comprensió de l'altre, ja que la raó busca allò comú i justifica els actes, donant un fi al desig que permeti la vida social. Els estats han de tendir a garantir aquest bé comú, encara que la justícia universal pugui ser inassolible, perquè és l'entitat que garanteix la igualtat entre els individus: si tothom es defineix per allò que creu que és i es fonamenta la convivència en unes normes racionals acceptades per la comunitat, l'estat ha d'assegurar que ningú pugui trencar el consens bàsic o imposar la seva existència per damunt de les altres, perquè objectivament no hi ha cap vida amb més valor que una altra. Reivindica el discurs de la ironia per a mostrar l'absurd de pretendre el contrari.